# Tethys-Nunatakker
Die Tethys-Nunatakker sind eine Gruppe von etwa fünf rund 450 m hohen Nunatakkern im Südosten der westantarktischen Alexander-I.-Insel. Sie ragen 3 km nordöstlich des Stephenson-Nunatak auf.
Die erste Sichtung geht auf die beiden US-amerikanischen Polarforscher Finn Ronne und Carl R. Eklund (1909–1962) während ihrer zwischen 1940 und 1941 durchgeführten Hundeschlittenexkursion durch den George-VI-Sund zurück. Der Falkland Islands Dependencies Survey nahm 1949 Vermessungen vor. Das UK Antarctic Place-Names Committee benannte sie 1955 in Anlehnung an die Benennung des benachbarten Saturn-Gletschers nach dem Saturnmond Tethys.